# 종이학 (드라마)
《종이학》은 1998년 10월 31일부터 1999년 5월 2일까지 방송된 KBS 2TV 주말 드라마이다. 고아 출신 카레이서와 부유한 집안에서 태어났으나 아버지 회사의 부도와 죽음으로 인생행로가 급변한 여주인공이 벌이는 사랑과 갈등을 그리는 것이 주요 내용이다.

## 등장인물

### 주요 인물
- 류시원 : 정은학 역

고아원 출신. 성장 후, 매캐닉 일을 하다 우연히 카레이서로 발탁이 되어 우승까지 차지. 그러나 고아원 동생이 쓰러졌다는 소식을 듣고 춘천시로 가다 교통사고를 일으켰지만 결국 피해자는 현장에서 숨지고 만다. 그로 인한 충격으로 카레이서를 그만두고 마트에 취직. 그 곳에서 나현과 운명적 만남.
- 명세빈 : 조나현 역

부유한 가정의 피아니스트로 미국 유학까지 예정되었으나, 아버지의 죽음과 그로 인한 회사 부도로 인해, 피아니스트의 꿈을 접고 마트에 취직. 유난히 일손이 서툴러 여자 동료들의 구박도 받았으나, 은학의 많은 도움을 받으면서 조금씩 사랑이 싹트기 시작하는데...
- 송윤아 : 차연희/세리 역

나이트클럽 댄서. 우연한 기회에 필승의 돈(은상의 수술비로 모아두었던 300만원)을 사기치게 되었으나 이것이 발각돼 은학에게 추궁당함. 처음에는 적반하장격으로 은학에게 대들었으나, 은학의 태도와 처지를 이해하면서 조금씩 자기의 잘못을 반성하고, 필승을 본인의 나이트클럽에 취직까지 시켜줌. 그리고 무엇보다 첫만남부터 은학에게 호감을 느꼈었는데..

### 정은학 쪽 주변인물
- 김해권 : 고아원(소망원)원장 역
- 박용우 : 김필승 역

은학의 고아원 친구. 처음에는 연희에게 사기를 당하기도 했으나, 후에는 연희를 짝사랑함. 낮에는 세탁소, 밤에는 연희가 주선해 준 나이트클럽에서 일함. 무도학원 선생을 희망.
- 이상인 : 장광모 역

은학의 고아원 친구. 지능지수가 약간 떨어짐.
- 최강희 : 서은서 역

은학의 고아원 동생.
- 서재경 : 서은상 역

은학의 고아원 동생. 심장병을 앓고 있음. 결국에 사망.
- 김병세 : 최 단장(셀마 레이싱) 역

은학을 카레이서로 발탁한 레이싱팀 단장.

### 조나현 쪽 주변인물
- 이경진 : 원희수(나현 모) 역

나현 부 교통사고 사망에 대해 유일하게 진실을 알고 함구하는 인물.
- 주한울 : 조태현 역(나현 큰동생)
- 노형욱 : 조정현 역(나현 작은동생)

- 사미자 : 황여사(나현 외할머니) 역

- 도지원 : 원희경(나현 이모) 역

똑 부러지는 커리어우먼이자 나현의 친구같은 멘토. 사돈지간이지만 문형과 묘한 기류가 형성되기도 한다.
- 김규철 : 원희재 역

평범한 샐러리맨. 매형인 나현 부의 보증을 잘못 섰다가 위기를 맞고 아내에게 시종일관 추궁당한다.
- 양미경 : 서미향(원희재 부인) 역

방송국 성우. 깐깐한 스타일로 남편의 빚보증 사실을 알고 그를 원망한다.
- 이영하 : 조문기(나현 부) 역 (특별출연)

비밀을 간직하고 교통사고로 사망.
- 김상중 : 조문형 역

극 중 전형적인 바람둥이, 졸부 스타일. 그러나 형의 부도 이후 집안에 위기가 찾아오면서 골프 강사로 새출발.
- 김인문 : 조승수 (나현 친할아버지 문기 문형 아버지) 역

### 차연희 쪽 주변인물
- 권성현 : 차상희(연희 동생) 역

대학생. 언니와는 다르게 모범생이고 연희도 그것을 자랑스럽게 생각.
- 강인덕 : 연희 나이트클럽 부장 역

연희의 과거를 잘 알고 있고, 나름대로 아끼는 인물. 후에 연희가 부산행을 결심할 때, 단초를 제공하는 인물.
- 최상길 : 주박사(연희 나이트클럽 직원) 역

나이트클럽에서 필승과 살갑게 지내는 사이.
- 백신 : 마빡(연희 나이트클럽 직원) 역

연희의 심복. 필승이 나이트클럽에 처음 왔을 때 탐탁치 않게 여겼지만, 후에는 그럭저럭 잘 지냄.
- 김경응 : 연희의 과거 애인 역

극 중반부 잠깐 모습을 드러냄. 연희를 협박하고 돈을 가져간다.

### 은학, 나현이 일했던 마트 인물들
- 김정균 : 모춘봉(팀장) 역

사무에 있어서는 엄격. 그렇지만 은학에게는 시종일관 믿음을 부여하면서 전적으로 신뢰. 무엇보다 나현이 마트를 그만둘 위기에 처했을 때, 그녀를 설득하고 다독이면서 결국 마트 잔류를 결정케 한 장본인.
- 손종범 : 김봉건 역

나현을 짝사랑하는 인물.
- 채정안 : 정여옥 역

은학을 짝사랑하면서 나현을 괴롭히는 인물.
- 임은희 : 연선 역

여옥의 친구

### 그 외 인물
- 오현철 : 임지성 역

나현의 작은동생인 정현을 괴롭히는 인물. 정현과 함께 나현의 마트에 놀러갔다가 절도를 저지르고, 그로 인해 나현을 곤경에 빠뜨리기도 한다.
- 박영규 : 임영근(지성 부) 역

극 중반 투입. 나현 모에게 여러 도움을 주는 인물. 후에는 나현 모한테서 사업자금을 지원받기도 함.
- 최란 : 나현 모 회사 대표 역

극 중반 나현 모가 다이어트 관련 보험회사에 들어갔을 때 대표였던 인물. 그러나 회사가 부도나면서 나현 모까지 위기에 처하게 하는데...
- 김정민 : 상후 역

극 초반부 나현의 연인. 원래 나현과 함께 미국유학 예정이었으나, 나현 집이 부도나면서 상후 본인 혼자 유학길. 자연스럽게 나현과 결별.
- 서권순 : 박경숙 사장(상후 모) 역

잘 알려지지 않았지만, 실제 나현 부 회사 부도에 직간접적으로 개입한 인물. 후에 나현과 상후와의 관계도 반대.
- 김하균 : 보험회사 직원 역

나현 부의 차사고에 계속 의구심을 품는 인물.
- 김성령 : 민숙(문형의 애인) 역

극 중반 투입. 희경과 묘한 대립각 형성.
- 이세창 : 곽영철(카레이서) 역 (첫회 특별출연)

극 초반부 카레이싱 디펜딩 챔피언. 그러나 부상으로 인해 경기출전을 포기하고, 그로 인해 은학이 대신 카레이서로 나서게 됨. 결국 은학의 카레이서 입문에 계기가 되는 인물.
- 박철 : 나현 아르바이트 카페 고객 역

나현의 미모와 피아노솜씨에 반해 접근. 그러나 마음을 거절당하자 말싸움을 벌인다.
- 안승훈 : 권성주 역
- 양재원 : 기자/은학과 싸우는 취객 역 (1인 2역)
- 안홍진 : 경찰/은학 정비소 동료 역 (1인 2역)
- 유지연 : 나현의 친구 역
- 이영재 : 차연희의 댄스 파트너 정진교 역
- 유명순
- 한영숙 : 액티 다이어트 고객 역
- 조병기
- 조성규
- 윤지숙
- 남포동
- 국정환
- 안승훈
- 이한위
- 박성희 : 음악학과에 복학한 후 등장하는 작은 역할인 과 대표 강민경 역ㅡ서원
- 오주이
- 강민석
- 김하림 : 전자대리점 사장이면서 양지 무도학원 고객 역
- 한현배
- 정의갑
- 반효정
- 노현희
- 나경미
- 임지은
- 박칠용
- 홍요섭
- 김민상
- 조재훈
- 안해숙
- 김서형
- 최석구
- 이희도
- 이원재
- 이정호
- 이원발
- 이배국
- 이원종
- 정재곤
- 정요숙
- 김희라
- 이원희
- 김주호
- 정휘석
- 서동수
- 손민우
- 신귀식
- 하다솜
- 신소미 : 무도학원 윤선애 강사 역
- 박종설
- 성인자
- 강경헌
- 강우경
- 구자미
- 김애란
- 진운성
- 황은하
- 박구원
- 김진국
- 강양화
- 이은주
- 강성진
- 민재희
- 서윤재
- 이칸희
- 임혁주
- 홍여진
- 한규희
- 이숙
- 서원

백죵진 ㅡ 컨닝하다 빵점 맞는 농고 생
김션근 ㅡ 죵진 꼬붕

## 수상 경력
- 1998년 KBS 연기대상 남자 인기상, 우수 연기상 류시원
- 1998년 KBS 연기대상 여자 인기상 송윤아

## 참고 사항
- 원래는 은학이 마지막에 죽음을 맞이하게 되는 설정이었다. 그러나 극 종반부 대본이 수정되면서, 은학은 마지막에 카레이싱 대회에 우승하면서 끝이 난다. 하지만 이 과정에서, 은학을 위해 온갖 뒷바라지를 했던 연희 대신, 나현이 은학과 맺어지는 설정으로 종영 후에도 시청자들의 비난을 받는다.
- 상후는 원래 유학을 갔다가 중도 귀국하면서 은학과 연적관계로 재등장할 예정이었다. 그러나 극 중반부 대본 수정으로 상후는 유학과 동시에 극에서 하차하게 된다.
- 배용준, 심은하, 최지우, 김희선 등 인기 배우들을 섭외하였으나 모두 출연을 거부하여 류시원이 주연을 맡게 되었다.[2]
- 선정적인 내용으로[3] 비난을 샀다.
- MBC <사랑과 성공>과 <장미와 콩나물>과의 시청률 경쟁에서 밀렸고, 작가 조소혜는 <종이학>을 끝으로 KBS를 떠난 뒤 MBC에서만 활동하게 된다.